# Vorland der östlichen Schwäbischen Alb
Das Vorland der östlichen Schwäbischen Alb, auch als Östliches Albvorland bezeichnet, ist ein Naturraum (Haupteinheit 102) des Schwäbischen Keuper-Lias-Lands im Südwestdeutschen Stufenland.

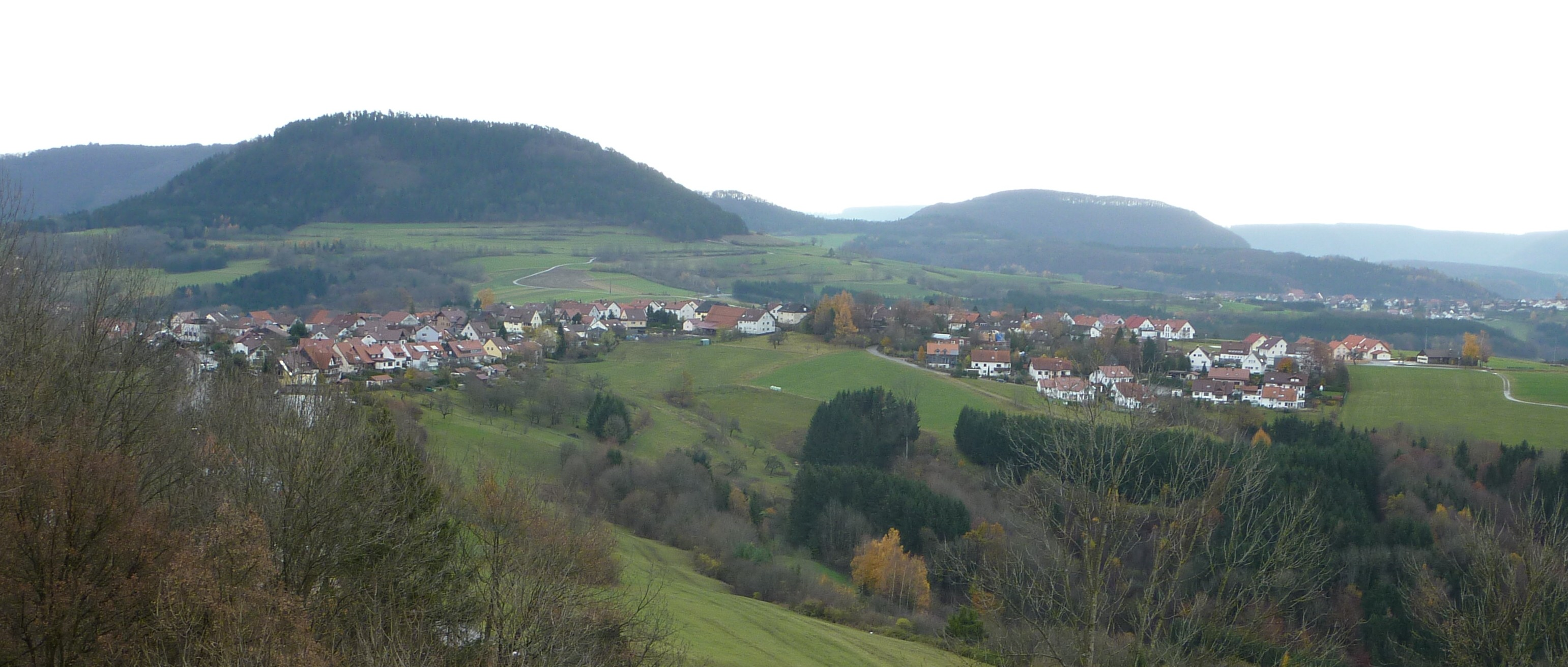
Östliches Albvorland mit dem Schwäbisch Gmünder Stadtteil Rechberg und dem Stuifen

## Lage
Das Östliche Albvorland umfasst ungefähr 751 km², es erstreckt sich rund 66 Kilometer entlang des Albtraufs. Nördlich grenzt es an die Naturräume 107 Schurwald und Welzheimer Wald und 108 Schwäbisch-Fränkische Waldberge. Südlich grenzt das Gebiet an den Naturraum 96 Albuch und Härtsfeld. Die wichtigsten Städte in West-Ost-Richtung sind Göppingen, Schwäbisch Gmünd, Aalen und Bopfingen. Es untergliedert sich wie folgt:
- 102.0 Albuchvorland
  - 102.00 Rehgebirgsvorland
  - 102.01 Rehgebirge
  - 102.02 Liasplatten über Rems und Lein
  - 102.03 Frickenhofer Höhe
  - 102.04 Welland
- 102.1 Härtsfeldvorland
  - 102.10 Platte von Neuler
  - 102.11 Goldshöfer Terrassenplatten
  - 102.12 Pfahlheim-Rattstädter Liasplatten
  - 102.13 Hügelland von Baldern
  - 102.14 Westliche Riesvorhöhen

## Geologie
Das Östliche Albvorland ist eine schwach modellierte Landschaft mit gering eingetieften Tälern. Die Hauptkennzeichen bilden die mächtigen Erhebungen des Braunjurahügellandes mit Rehgebirge, Welland und dem Hügelland von Baldern mit einer Höhe bis zu 750 m ü. NN. Dazwischen sind weite Liasflächen ausgebildet. Im Härtsfeldvorland begleiten die Liasplatten das Braunjurahügelland von Baldern als gleichmäßig breit entwickelter Streifen. Mittlerer und oberer Lias sind im Ostalbvorland weiter verbreitet. Lias- und Keuperland sind engräumiger verzahnt als im Mittleren Albvorland. Der Ostteil entwässert über die Wörnitz zur Donau, das westliche Gebiet wird durch Jagst, Kocher und Rems über den Neckar zum Rhein entwässert. Die Böden der Liasplatten sind sehr fruchtbar und werden daher auch als sogenannte Ackerplatten bezeichnet. Deshalb überwiegt im Gebiet die Ackerwirtschaft. Der Offenlandcharakter wird durch Äcker und Weiden dominiert und wird nur auf den Höhenzügen von einer Waldlandschaft abgelöst. Insbesondere in den feuchteren Senken wird Grünlandwirtschaft betrieben. Durch den hohen Anteil an Acker- und Grünflächen liegt hierin auch der Schwerpunkt der naturschutzfachlichen Bedeutung der Landschaft. Allerdings besteht auch die Gefahr von Monostruktur und Artenverarmung.

## Klima
Gegen das thermisch etwas günstigere Mittlere Albvorland ist der Osten durch rund 1 Grad tiefere Temperaturen abgesetzt und nähert sich so stärker an die nördlich vorgelagerten Keuperwaldgebiete. Im Keuperbergland sinken die Niederschläge auf 850–900 mm; das Ostalbvorland ist folglich nur wenig stärker beregnet als das Mittlere Albvorland.

## Schutzgebiete
Aufgrund der hohen landwirtschaftlichen Bedeutung sind nur wenige Bereiche als Naturschutzgebiete oder FFH-Gebiet ausgewiesen. Insbesondere im Rehgebirge und am Albtrauf befinden sich noch schutzbedürftige Hangwälder. Zudem existieren zahlreiche Wildbach- und Bachlaufbiotope in zum Teil naturnahem Zustand. Im Südwesten gibt es einige größere und zusammenhängende Landschaftsschutzgebiete.
| Schutzgebietsanteile           | % Gesamtlandschaftsfläche |
| ------------------------------ | ------------------------- |
| FFH-Gebiete                    | 4,91                      |
| Europäische Vogelschutzgebiete | 0,03                      |
| Naturschutzgebiete             | 1,02                      |
| Sonstige Schutzgebiete         | 0                         |
| Effektiver Schutzgebietsanteil | 5,18                      |

Quelle: Bundesamt für Naturschutz, Stand: 2010.